# La scuola delle vergini
La scuola delle vergini (Zmluva s diablom) è un film del 1967 diretto da Jozef Zachar.

## Trama
Cinque ragazze delle superiori prima di diplomarsi, si mettono nei guai per uno scherzo innocente: aver firmato un patto con il diavolo per perdere la verginità prima del diploma.